# Municipio Chiapilla
Koordinaten: 16° 34′ 0″ N, 92° 43′ 0″ W
Chiapilla ist ein Municipio im Zentrum des mexikanischen Bundesstaates Chiapas. Das Municipio hat etwa 5400 Einwohner und eine Fläche von 51,6 km². Verwaltungssitz und größter Ort des Municipios ist das gleichnamige Chiapilla.

## Geographie
Das Municipio Chiapilla liegt zentral im mexikanischen Bundesstaat Chiapas auf Höhen zwischen 300 m und 800 m. Es zählt zur Gänze zur physiographischen Provinz der Sierra Madre de Chiapas und liegt gänzlich in der hydrologischen Region Grijalva-Usumacinta. Die Geologie des Municipios wird zu 62 % von schluffigem Sandstein bestimmt bei 18 % Kalkstein-Lutit und 13 % Alluvionen; vorherrschende Bodentypen sind der Phaeozem (49 %), Leptosol (25 %) und Luvisol (17 %). Etwa 92 % der Gemeindefläche dienen dem Ackerbau.
Das Municipio Chiapilla grenzt an die Municipios Acala, San Lucas und Totolapa.

## Bevölkerung
Beim Zensus 2010 wurden im Municipio 5405 Menschen in 1347 Wohneinheiten gezählt. Davon wurden 200 Personen als Sprecher einer indigenen Sprache registriert, davon 191 Sprecher des Tzotzil. Gut 26 Prozent der Bevölkerung waren Analphabeten. 2034 Einwohner wurden als Erwerbspersonen registriert, wovon über 83 % Männer bzw. 0,9 % arbeitslos waren. Gut 35 % der Bevölkerung lebten in extremer Armut.

## Orte
Das Municipio Chiapilla umfasst sieben bewohnte localidades, von denen nur der Hauptort vom INEGI als urban klassifiziert ist. Zwei der Orte wiesen beim Zensus 2010 eine Einwohnerzahl von über 500 auf, drei Orte hatten weniger als 10 Einwohner. Die größten Orte sind:
| Ort                          | Einwohner |
| Chiapilla                    | 3809      |
| Lázaro Cárdenas              | 0877      |
| Doctor Manuel Velasco Suárez | 0453      |
| El Carmen                    | 0255      |